# Division nationale (Schach) 1996/97
Die Division nationale (Schach) 1996/97 war die höchste Spielklasse der luxemburgischen Mannschaftsmeisterschaft im Schach.
Meister wurde der Titelverteidiger Gambit Bonnevoie. Aus der Promotion d'honneur waren De Sprénger Echternach und Bissen aufgestiegen. Während Echternach den Klassenerhalt erreichte, musste Bissen zusammen mit der zweiten Mannschaft von Gambit Bonnevoie absteigen. Zu den gemeldeten Mannschaftskadern siehe Mannschaftskader der Division nationale (Schach) 1996/97.

## Modus
Das Turnier war unterteilt in eine Vorrunde und eine Endrunde. Die acht teilnehmenden Mannschaften spielten zunächst ein einfaches Rundenturnier. Die ersten Vier spielten im Poule Haute um den Titel, die letzten vier im Poule Basse gegen den Abstieg. Über die Platzierung entschied zunächst die Summe der Mannschaftspunkte (1 Punkt für einen Sieg, 0,5 Punkte für ein Unentschieden, 0 Punkte für eine Niederlage), anschließend die Zahl der Brettpunkte (1 Punkt für einen Sieg, 0,5 Punkte für ein Remis, 0 Punkte für eine Niederlage). Für die Endplatzierung wurden sowohl die Punkte aus der Vorrunde als auch die Punkte aus der Endrunde berücksichtigt.

## Spieltermine
Die Wettkämpfe wurden ausgetragen am 20. Oktober, 10. und 24. November, 13. Dezember 1996, 5. und 19. Januar, 2., 16. und 23. Februar, und 23. März 1997.

## Vorrunde
Während Gambit Bonnevoie, Cercle d'échecs Dudelange und Le Cavalier Differdange souverän für den Poule Haute qualifizierten, fiel die Entscheidung um den vierten Platz erst in der letzten Runde zugunsten des Aufsteigers De Sprénger Echternach.

### Abschlusstabelle
| Pl. | Verein                                      | Sp | G | U | V | MP      | Brett-P.  |
| --- | ------------------------------------------- | -- | - | - | - | ------- | --------- |
| 01. | Gambit Bonnevoie I. Mannschaft (M)          | 7  | 7 | 0 | 0 | 7:0     | 40,0:16,0 |
| 02. | Cercle d'échecs Dudelange                   | 7  | 5 | 1 | 1 | 5,5:1,5 | 35,5:20,5 |
| 03. | Le Cavalier Differdange                     | 7  | 4 | 1 | 2 | 4,5:2,5 | 29,5:26,5 |
| 04. | De Sprénger Echternach (N)                  | 7  | 3 | 1 | 3 | 3,5:3,5 | 25,0:31,0 |
| 05. | Cercle d'échecs Philidor Dommeldange-Beggen | 7  | 3 | 0 | 4 | 3:4     | 28,0:28,0 |
| 06. | Le Cavalier Belvaux                         | 7  | 2 | 2 | 3 | 3:4     | 28,0:28,0 |
| 07. | Gambit Bonnevoie II. Mannschaft             | 7  | 1 | 1 | 5 | 1,5:5,5 | 19,5:36,5 |
| 08. | Bissen (N)                                  | 7  | 0 | 0 | 7 | 0:7     | 18,5:37,5 |

### Entscheidungen
|     | Teilnehmer am Poule Haute: Gambit Bonnevoie I. Mannschaft, Cercle d'échecs Dudelange, Le Cavalier Differdange, De Sprénger Echternach |
|     | Teilnehmer am Poule Basse: Cercle d'échecs Philidor Dommeldange-Beggen, Le Cavalier Belvaux, Gambit Bonnevoie II. Mannschaft, Bissen  |
| (M) | Meister der letzten Saison |
| (N) | Aufsteiger der letzten Saison |

### Kreuztabelle
| Ergebnisse | Ergebnisse                                  | 01. | 02. | 03. | 04. | 05. | 06. | 07. | 08. |
| ---------- | ------------------------------------------- | --- | --- | --- | --- | --- | --- | --- | --- |
| 01.        | Gambit Bonnevoie I. Mannschaft              |     | 5½  | 5½  | 6   | 5   | 6   | 6½  | 5½  |
| 02.        | Cercle d'échecs Dudelange                   | 2½  |     | 5½  | 5   | 6½  | 5   | 4   | 7   |
| 03.        | Le Cavalier Differdange                     | 2½  | 2½  |     | 6½  | 4½  | 4   | 5   | 4½  |
| 04.        | De Sprénger Echternach                      | 2   | 3   | 1½  |     | 4½  | 4   | 5   | 5   |
| 05.        | Cercle d'échecs Philidor Dommeldange-Beggen | 3   | 1½  | 3½  | 3½  |     | 5   | 6½  | 5   |
| 06.        | Le Cavalier Belvaux                         | 2   | 3   | 4   | 4   | 3   |     | 7   | 5   |
| 07.        | Gambit Bonnevoie II. Mannschaft             | 1½  | 4   | 3   | 3   | 1½  | 1   |     | 5½  |
| 08.        | Bissen                                      | 2½  | 1   | 3½  | 3   | 3   | 3   | 2½  |     |

## Endrunde

### Poule Haute
Bonnevoie hatte mit 7:0 Punkten bereits 1,5 Punkte Vorsprung. In der Endrunde gab Bonnevoie nur ein Unentschieden ab und verteidigte souverän seinen Titel.

#### Abschlusstabelle
| Pl. | Verein                             | Sp | G | U | V | MP      | Brett-P.  |
| --- | ---------------------------------- | -- | - | - | - | ------- | --------- |
| 01. | Gambit Bonnevoie I. Mannschaft (M) | 10 | 9 | 1 | 0 | 9,5:0,5 | 55,5:24,5 |
| 02. | Cercle d'échecs Dudelange          | 10 | 7 | 2 | 1 | 8:2     | 50,0:30,0 |
| 03. | Le Cavalier Differdange            | 10 | 4 | 2 | 4 | 5:5     | 38,0:42,0 |
| 04. | De Sprénger Echternach (N)         | 10 | 3 | 2 | 5 | 4:6     | 34,5:45,5 |

#### Entscheidungen
|     | Luxemburgischer Meister: Gambit Bonnevoie I. Mannschaft |
| (M) | Meister der letzten Saison                              |
| (N) | Aufsteiger der letzten Saison                           |

#### Kreuztabelle
| Ergebnisse | Ergebnisse                     | 01. | 02. | 03. | 04. |
| ---------- | ------------------------------ | --- | --- | --- | --- |
| 01.        | Gambit Bonnevoie I. Mannschaft |     | 4   | 6½  | 5   |
| 02.        | Cercle d'échecs Dudelange      | 4   |     | 5   | 5½  |
| 03.        | Le Cavalier Differdange        | 1½  | 3   |     | 4   |
| 04.        | De Sprénger Echternach         | 3   | 2½  | 4   |     |

### Poule Basse
Nach der Vorrunde war Bissen mit 3 Punkten Rückstand auf den rettenden sechsten Platz schon praktisch abgestiegen, und auch Bonnevoies zweite Mannschaft hatte mit 1,5 Punkten Rückstand nur geringe Chancen.

#### Abschlusstabelle
| Pl. | Verein                                      | Sp | G | U | V  | MP      | Brett-P.  |
| --- | ------------------------------------------- | -- | - | - | -- | ------- | --------- |
| 05. | Le Cavalier Belvaux                         | 10 | 4 | 3 | 3  | 5,5:4,5 | 44,0:36,0 |
| 06. | Cercle d'échecs Philidor Dommeldange-Beggen | 10 | 5 | 0 | 5  | 5:5     | 42,5:37,5 |
| 07. | Gambit Bonnevoie II. Mannschaft             | 10 | 2 | 2 | 6  | 3:7     | 30,0:50,0 |
| 08. | Bissen (N)                                  | 10 | 0 | 0 | 10 | 0:10    | 25,5:54,5 |

#### Entscheidungen
|     | Absteiger in die Promotion d'honneur: Gambit Bonnevoie II. Mannschaft, Bissen |
| (N) | Aufsteiger der letzten Saison                                                 |

#### Kreuztabelle
| Ergebnisse | Ergebnisse                                  | 05. | 06. | 07. | 08. |
| ---------- | ------------------------------------------- | --- | --- | --- | --- |
| 05.        | Le Cavalier Belvaux                         |     | 4   | 6   | 6   |
| 06.        | Cercle d'échecs Philidor Dommeldange-Beggen | 4   |     | 4   | 6½  |
| 07.        | Gambit Bonnevoie II. Mannschaft             | 2   | 4   |     | 4½  |
| 08.        | Bissen                                      | 2   | 1½  | 3½  |     |

## Die Meistermannschaft
| 1.            | Gambit Bonnevoie |
| Schachfiguren | Timothy Upton, Denis Baudot, Pierre Blaeser, Andreas Roll, Geoffrey Stern, Nico Daubenfeld, Gunnar Gnad, René Kalmes, Guy Monaville, Henri Moris, Georges Haas, Patrick Burkart, Lars-Bo Rasmussen, Marc Huberty, Thomas Pähtz, Pierre Christen. |